# Ascaphus
Ascaphus là một chi động vật lưỡng cư trong họ Leiopelmatidae, thuộc bộ Anura. Chi này có 2 loài và không bị đe dọa tuyệt chủng.

## Các loài
- Ascaphus montanus Mittleman and Myers, 1949
- Ascaphus truei Stejneger, 1899

## Hình ảnh

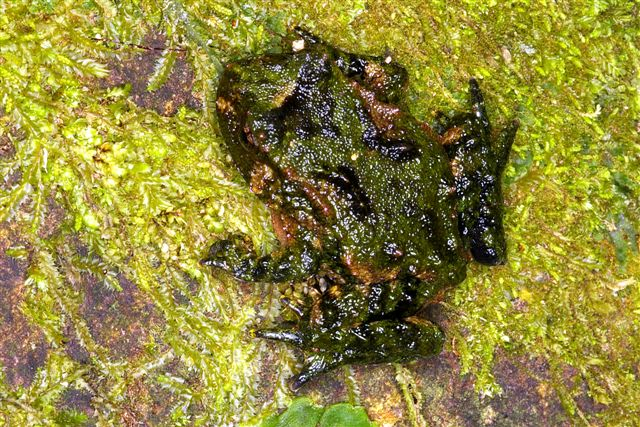
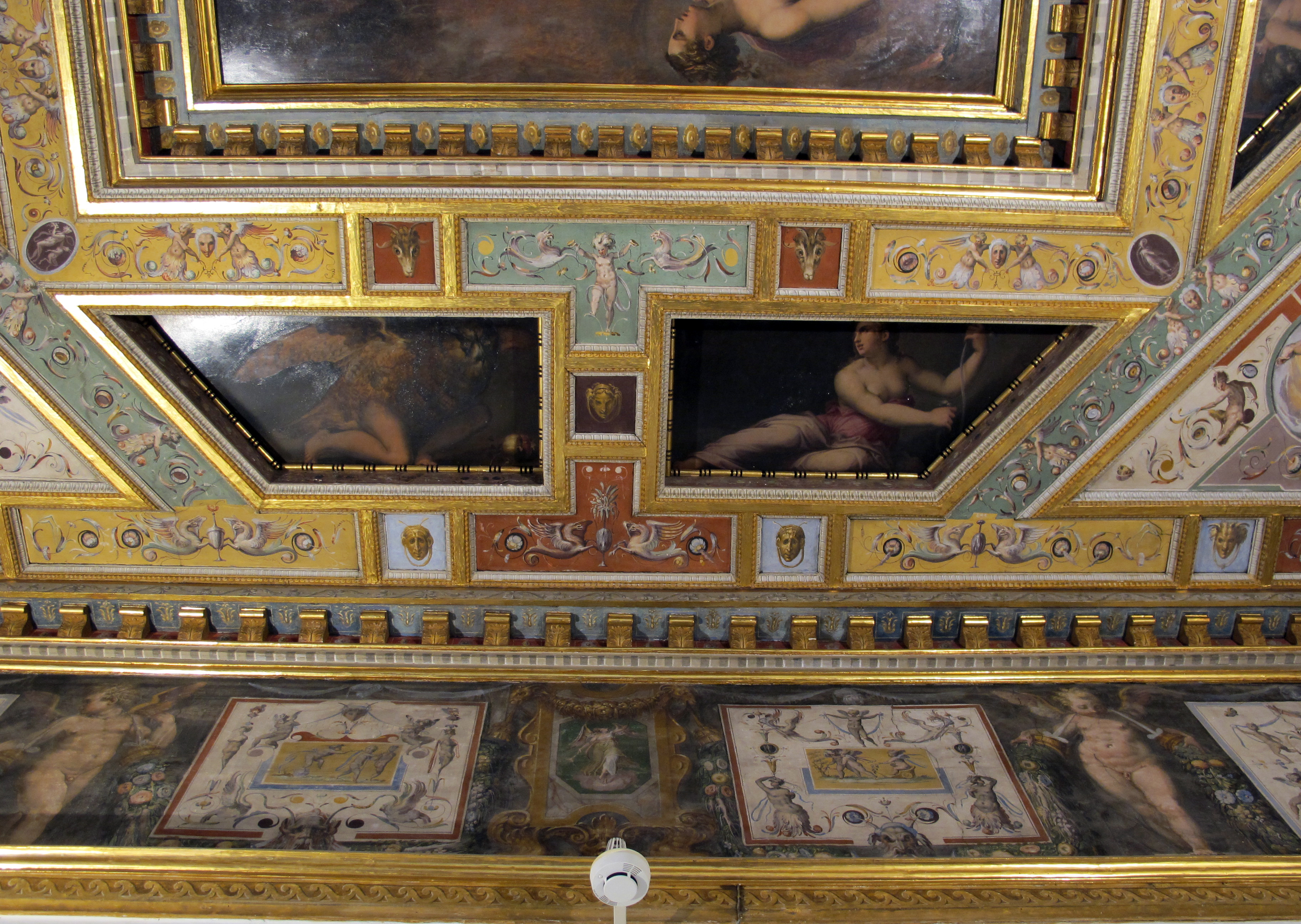
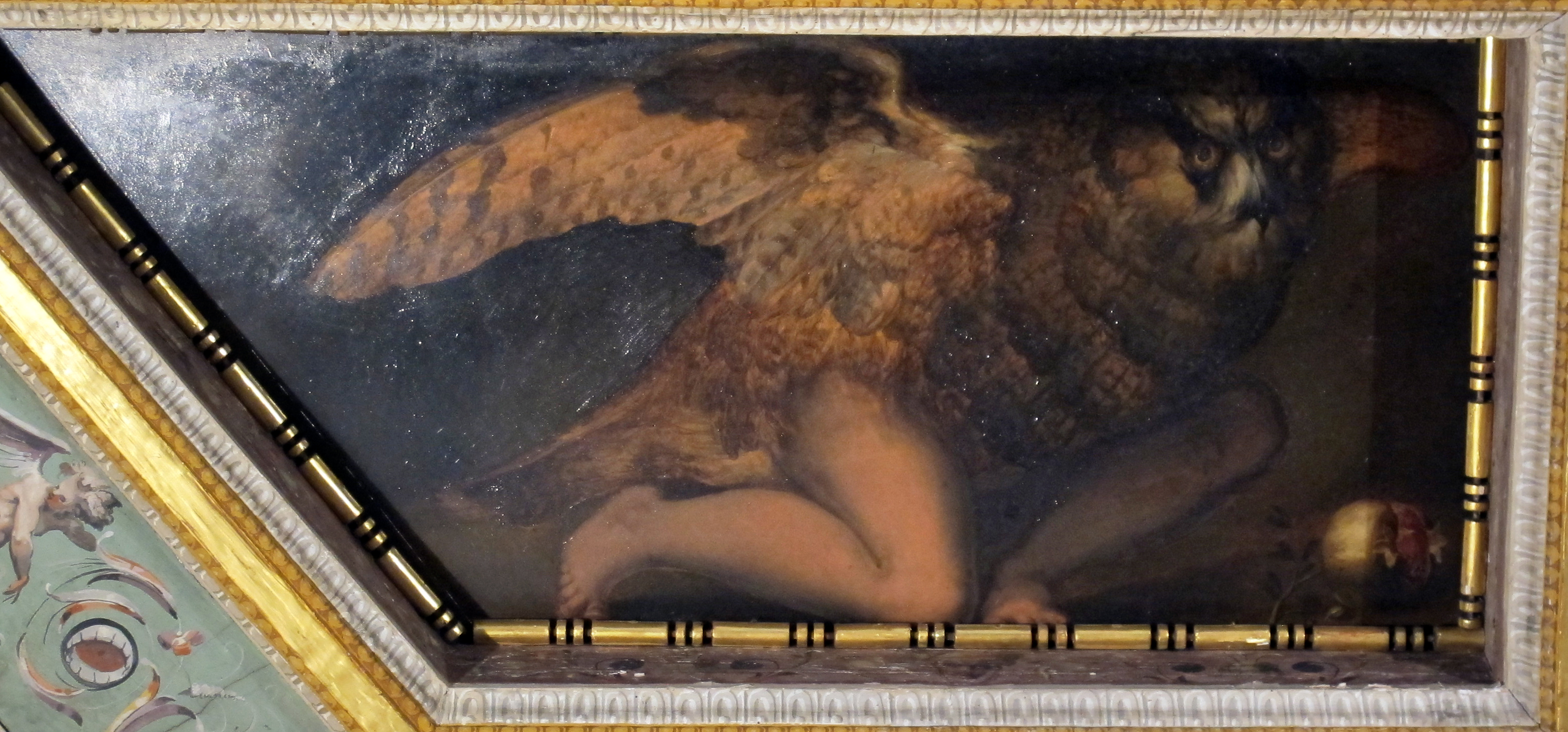
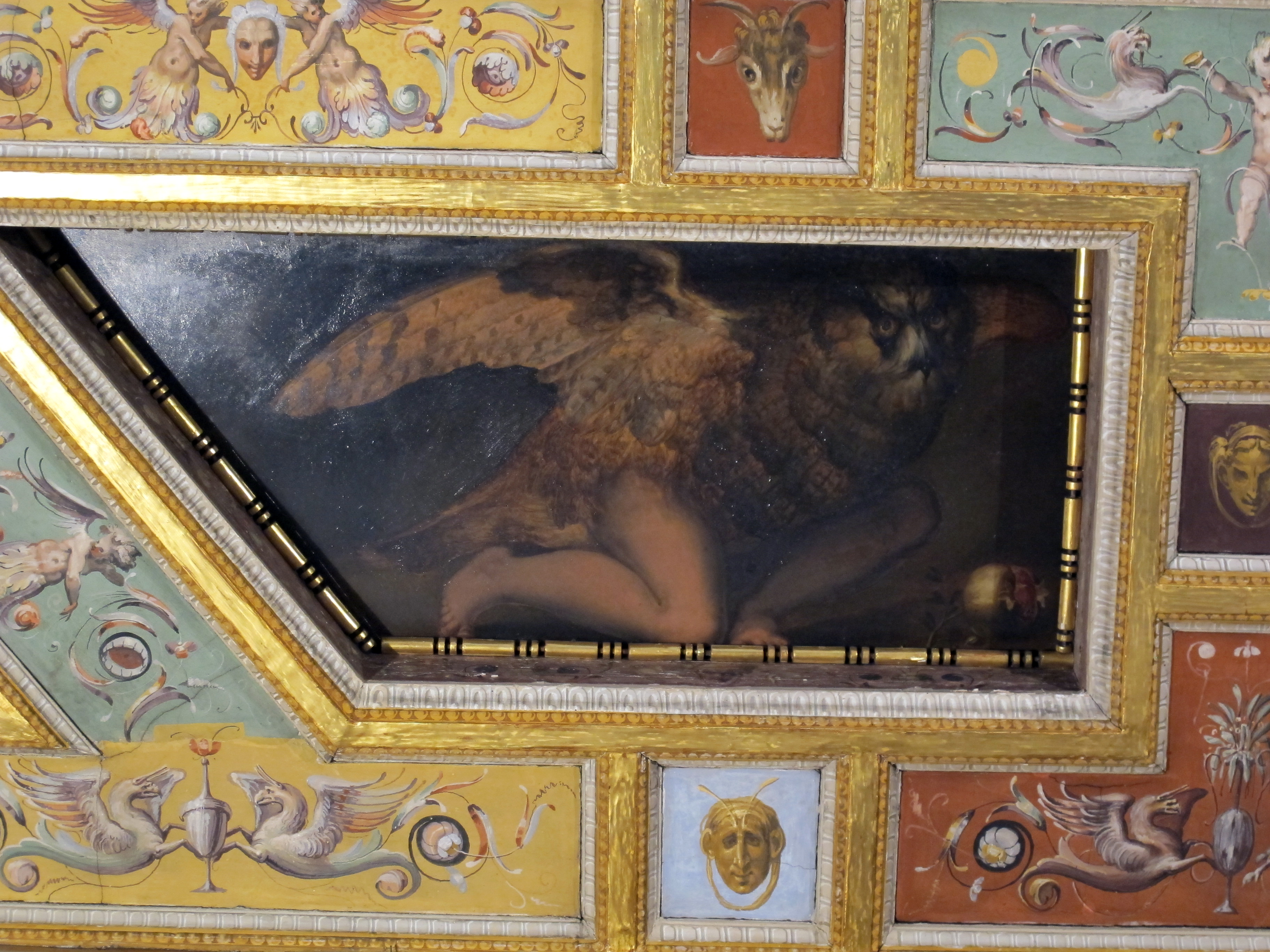